# Église Sainte-Marie-Madeleine de Palerme
L'église Sainte-Marie-Madeleine (en italien : chiesa Santa Maria Maddalena) est une église de Palerme, située dans le quartier de San Giacomo, au sein de la caserne des Carabiniers (ancienne caserne Saint-Jacques). 
La chapelle originelle est fondée en 1130 par Elvire de Castille, femme de Roger II de Sicile. Elle accueille les sépultures des princes normands, dont Elvire en 1135 et le comte Roger III d'Apulie, son fils, Roger IV d'Apulie, fils de Guillaume Ier en 1161.
L'archevêque de Palerme Gautier obtient sa destruction en 1187 pour permettre l'agrandissement de la cathédrale de Palerme, et le transfert des dépouilles royales dans une nouvelle église à proximité, jusqu'à l'achèvement des travaux. 
La nouvelle église est construite entre 1184 et 1186. Elle conserve une statue en marbre de Marie de Magdala, une plaque avec la résurrection de Lazare et une autre avec la Vierge Marie flanquée de deux Anges.